# Krupobití v Praze 2010
Ke krupobití došlo 15. srpna 2010 na území města Prahy a okolí. Nahlášené škody dosáhly 1 až 2 miliard, zejména na zaparkovaných automobilech. Došlo k lokálním zátopám, poškození stromů, narušení dopravy a několika zraněním. 

## Meteorologická situace
Příčinou krupobití byla zvlněná studená fronta, která nad území České republiky postoupila 12. srpna 2010 v odpoledních hodinách a která se vlnila nad územím České republiky až do večerních hodin 15. srpna 2010 a poté postoupila dále k východu. S ní bylo spojené oblačné až zatažené počasí, na většině území České republiky déšť nebo přeháňky, místy bouřky lokálního charakteru s lijáky, kroupami a silným nárazovým větrem o rychlosti kolem 25 m/s. K tomuto krupobití došlo během supercelární bouře, která přecházela přes Prahu z jihu k severu. Bouřky se objevovaly až do rána 16. srpna, ale postupně slábly.

## Průběh nad Prahou
Nad Prahu přišla bouřka kolem 21 hodin a trvala přes půl hodiny. Na meteorologické stanici Praha-Libuš bylo naměřeno 30 mm srážek. Nejvíc škod napáchala vichřice, liják a kroupy v Praze 4 a v Praze 11 (Jižní Město) a potom také v Modřanech, kde všude bouře polámala větve stromům a některé dokonce i porazila. Větve strhané kroupami a větrem následně na mnoha místech ucpaly kanály a řada míst byla zatopena. Kroupy velké zhruba 3 cm padaly například v Krči, na Kačerově, na Chodově, v Roztylech. Kroupy padaly během bouřky také na Vinohradech. Krupobití zastavilo provoz i na dálnici D10, kde auta kvůli přívalu krup, podle řidičů velikosti zhruba křepelčích vajec, zastavila a ucpala několik kilometrů před Prahou oba pruhy. Kroupy poškodily tisíce zaparkovaných osobních automobilů (podle České asociace pojišťoven nahlásili lidé do osmi dnů po bouři v Praze přes 22 500 pojistných událostí za 1,29 miliardy Kč a odhaduje se, že nahlášené škody dosáhnou 1,72 miliardy Kč) a nedaleko Šeberáku v Kunraticích spadl strom na autobus městské hromadné dopravy. Pražští hasiči vyjížděli k více než 130 případům. Nejčastěji odstraňovali popadané stromy a větve a odčerpávali vodu z domů. Zdravotníci ošetřili v souvislosti s bouřkou celkem šest lidí – nejvážněji byl zraněn muž z Krče, na kterého spadlo okno a měl tepenné krvácení, jeden muž a dvě ženy měly poraněnou hlavu a dvě ženy záda.